# Randall Schweller
Randall Schweller est un professeur en science politique à l'université d'État de l'Ohio dont les travaux portent sur les relations internationales.

## Carrière universitaire
Après une licence de l'université d'État de New York (1984), Randall Schweller soutient un master (1990-1991) puis devient docteur de l'université Columbia en 1993. Il bénéficie de la bourse John M. Olin pour son année post-doctorale à l'université Harvard en 1993-4. Professeur depuis 1994 à l'Université d'État de l'Ohio, son enseignement porte sur les questions de sécurité internationale et de relations internationales.

## Travaux universitaires
Randall Schweller s'est distingué par sa théorie de l'équilibre des intérêts («balance of interests») qui revisite la théorie de l'équilibre des puissances («balance of power») de Kenneth Waltz et celle de l'équilibre des menaces («balance of threat») de Stephen Walt.
D'abord considéré comme un néo-réaliste (ou structuro-réaliste) à l'instar de Kenneth Waltz et Stephen Walt, il s'inscrit désormais plutôt dans le courant réaliste néo-classique (selon l'expression de Gideon Rose) car il s'intéresse aux explications non structurelles du comportement d'un État.
Randall Schweller a également précisé la distinction entre les états adeptes du statu quo («status-quo states») dans les relations internationales et ceux révisionnistes («revisionist states»), qui aspirent à changer les règles économiques et politiques du système international en cours. En témoignent ses articles "Bandwagoning for Profit: Bringing the Revisionist State Back in", International Security 19:1 (été 1994) et "Neorealism's Status-Quo Bias: What Security Dilemma?", Security Studies 5:3 (printemps 1996).
Il s'est ensuite intéressé aux raisons pour lesquelles un État ne parvient pas à réagir quand son rang international est menacé: il crée pour ce faire le concept d'«underbalancing». Dans cette optique, il s'est focalisé sur les dynamiques internes des États, ce qui s'inscrit en rupture avec l'hypothèse de l'État comme acteur uniforme qui est postulée par le néoréalisme. Cette réflexion a d'abord été esquissée dans un article, "Unanswered Threats: A Neoclassical Realist Theory of Underbalancing", International Security 29:2 (automne 2004), puis dans un livre: Unanswered Threats: Political Constraints on the Balance of Power (2006).

### Essais
- Randall Schweller, Unanswered Threats: Political Constraints on the Balance of Power, Princeton University Press, Princeton, 2006, 182 pages  (ISBN 0691136467).
- Randall Schweller, Deadly Imbalances: Tripolarity and Hitler's Strategy of World Conquest, Columbia University Press, New York, 1998, 608 pages  (ISBN 0231110731).

### Articles
- Jennifer Mitzen et Randall Schweller, "Knoving the Unknown Unknowns: Misplaced Certainty and the Onset of War", Security Studies (mars 2011).
- Randall Schweller, "The Logic and Illogic of Contemporary Realism", International Theory, vol. 2, n°3 (décembre 2010).
- Randall Schweller, "The Future is Uncertain and the End is Always Near", Cambridge Review of International Affairs (août 2010).
- Randall Schweller, "Entropy and the Trajectory of World Politics: Why Polarity Has Become Less Meaningful", Cambridge Review of International Affairs (mars 2010).
- Randall Schweller, "Unanswered Threats: A Neoclassical Realist Theory of Underbalancing", International Security, vol. 29, n°2 (automne 2004).
- Randall Schweller, "The Problem of International Order Revisited: A Review Essay", International Security, vol. 26, n°1 (été 2001).
- Randall Schweller, "Brother Can You Spare a Paradigm? (Or Was Anybody Ever a Realist?)", International Security, vol. 25, n°1 (été 2000).
- Randall Schweller et Wiliam Wohlforth, "Power Test: Updating Realism In Response to the End of the Cold War", Security Studies, vol. 9, n°3 (printemps 2000).
- Brian Pollins et Randall Schweller, "Linking the Levels: The Long Wave and Shifts in U.S. Foreign Policy, 1790-1993", American Journal of Political Science, vol. 43, n°2 (avril 1999).
- Randall Schweller, "Fantasy Theory", Review of International Studies, vol. 25, n°1 (1999).
- Randall Schweller, "New Realist Research on Alliances: Refining, Not Refuting, Waltz's Balancing Proposition", American Political Science Review, vol. 91, n°4 (décembre 1997).
- David Priess et Randall Schweller,"A Tale of Two Realisms: Expanding the Institutions Debate", Mershon International Studies Review, vol. 41, Supplement 2 (avril 1997).
- Randall Schweller, "Neorealism's Status-Quo Bias: What Security Dilemma?", Security Studies, vol. 5, n°3 (printemps 1996).
- Randall Schweller,"Bandwagoning For Profit: Bringing The Revisionist State Back In", International Security, vol. 19, n°1 (été 1994).
- Randall Schweller, "Tripolarity and the Second World War", International Studies Quarterly, vol. 37, n°1 (mars 1993).
- Randall Schweller, "Domestic Structure and Preventive War: Are Democracies More Pacific?", World Politics, vol. 44, No 2 (janvier 1992).